# 白花双蝴蝶
白花双蝴蝶（学名：Tripterospermum pallidum）为龙胆科双蝴属下的一个种。